# Mycterophora rubricans
Mycterophora rubricans är en fjärilsart som beskrevs av Barnes och Mcdunnough 1918. Mycterophora rubricans ingår i släktet Mycterophora och familjen nattflyn. Inga underarter finns listade i Catalogue of Life.